# جنون سرعت بازپرداخت
جنون سرعت بازپرداخت (به انگلیسی: Need for Speed Payback) یک بازی ویدئویی مسابقه‌ای است که توسط گوست گیمز ساخته شده و توسط الکترونیک آرتس برای مایکروسافت ویندوز، پلی‌استیشن ۴ و اکس‌باکس وان منتشر شده‌است. این بیست و سومین قسمت از مجموعه بازی‌های جنون سرعت است که در ۱۰ نوامبر ۲۰۱۷ در سراسر جهان منتشر شد.

## گیم پلی
جنون سرعت بازپرداخت یک بازی ویدئویی مسابقه‌ای در سبک جهان باز است در این بازی تمرکز بر روی رانندگی عمل است و سه شخصیت قابل پخش در بازی وجود دارد که هرکدام با مجموعه‌ای از مهارت‌های مختلف با هم کار می‌کنند. در این بازی یک چرخه شبانه‌روزی ۲۴ ساعته وجود دارد و شامل یک حالت تک‌نفره آفلاین است.

## توسعه
در ژانویه ۲۰۱۶، شرکت Ghost Games توسعه بازی بعدی Need for Speed را که قرار بود در سال ۲۰۱۷ منتشر شود، آغاز کرد. شرکت Electronic Arts بعداً در گزارش مالی ژانویه ۲۰۱۷ خود تأیید کرد که بازی بعدی این مجموعه در دست توسعه است و قرار است در طول سال مالی ۲۰۱۸ EA (شامل آوریل ۲۰۱۷ تا مارس ۲۰۱۸) منتشر شود.

## بازتاب‌ها
| گردآورنده | امتیاز                                 |
| --------- | -------------------------------------- |
| متاکریتیک | (PC) 62/100 (PS4) 61/100 (XONE) 61/100 |

| ناشر                    | امتیاز |
| ----------------------- | ------ |
| الکترونیک گیمینگ مانثلی | 4/10   |
| گیم‌اسپات                | 5/10   |
| گیمز ریدار+             | [ ۱۶ ] |
| آی‌جی‌ان                  | 5.9/10 |
| پولیگان                 | 6.5/10 |

### جوایز
| سال  | جایزه                                         | رده                  | نتیجه    | منبع          |
| ---- | --------------------------------------------- | -------------------- | -------- | ------------- |
| ۲۰۱۷ | جایزه منتقدان بازی                            | بهترین بازی مسابقه‌ای | نامزدشده | [ ۱۸ ]        |
| ۲۰۱۷ | گیمزکام ۲۰۱۷                                  | بهترین بازی مسابقه‌ای | نامزدشده | [ ۱۹ ]        |
| ۲۰۱۸ | جوایز فرهنگستان ملی داوران تجارت بازی ویدئویی | مجموعهٔ موسیقی        | نامزدشده | [ ۲۰ ] [ ۲۱ ] |